# Jesper Bøje Christensen
Jesper Bøje Christensen (* 3. Dezember 1944 in Kopenhagen) ist ein dänischer Cembalist und Musikforscher, besonders auf dem Gebiet des Generalbasses.

## Leben
Jesper B. Christensen war von 1972 bis 1985 Dozent für historischen Tonsatz, Generalbass und Aufführungspraxis an der Königlichen Dänischen Hochschule für Musik in Kopenhagen. Jesper Christensen unterrichtete seit 1988 Cembalo, Generalbass, Kammermusik und Aufführungspraxis an der Schola Cantorum Basiliensis, außerdem wirkte er als Gastprofessor am CNSM in Lyon, am Département de musique ancienne des Genfer Konservatoriums, am Johann-Joseph-Fux-Konservatorium Graz, sowie bei zahlreichen Meisterkursen. Christensen war in den Jahren 1992, 1995, 1998 und 2001 Mitglied der Jury beim internationalen Cembalowettbewerb im Rahmen des MAfestival Brügge und 2006 Präsident der Jury beim Kammermusikwettbewerb Premio Bonporti im italienischen Rovereto, sowie mehrmals Vorsitzender beim Telemann-Wettbewerb in Magdeburg.
Er ist Autor des Lehrbuches Die Grundlagen des Generalbaßspiels im 18. Jahrhundert (Kassel 1992) und mit Jörg-Andreas Bötticher Verfasser des Artikels Generalbass im Musiklexikon Musik in Geschichte und Gegenwart.

## Veröffentlichungen
- Die Grundlagen des Generalbassspiels im 18. Jahrhundert. Ein Lehrbuch nach zeitgenössischen Quellen. Bärenreiter, Kassel 1992. (6. Auflage. 2012, ISMN 979-0-006-48912-1)
  - Englische Übersetzung von J. Bradford Robinson unter dem Titel Eighteenth Century Continuo Playing. A historical guide to the basics. Bärenreiter, Kassel 2002. (2. Auflage. 2014, ISMN 979-0-006-50549-4)
  - Französische Übersetzung von Marinette Extermann unter dem Titel Les Fondements de la Basse Continue au XVIIIe siècle. Une méthode basée sur les sources d'époque. Bärenreiter, Kassel 2002. (4. Auflage. 2013, ISMN 979-0-006-49820-8)
  - Italienische Übersetzung von Maria Luisa Baldassari unter dem Titel Fondamenti di prassi del basso continuo nel secolo XVIII. Metodo basato sulle fonti originali. Ut Orpheus Edizioni 2003, ISMN 979-0-2153-0823-7.
  - Tschechische Übersetzung von Dagmar Kupčiková unter dem Titel Základy generálbasové hry v 18. století. Učebnice dle historických pramenů. Brno 2011. (2. Auflage. 2014, ISBN 978-80-7460-063-0)

- Zur Generalbaß-Praxis bei Händel und Bach. In: Theorie und Praxis bei Bach und Händel. (= Basler Jahrbuch für Historische Musikpraxis. 9). Amadeus, Winterthur 1985, ISBN 3-905049-33-3.
- Über das Verhältnis zwischen der Solostimme und der Lage der Aussetzung: Zu einigen „Heiligen Kühen“ des Generalbaß-Spiels im 20. Jahrhundert. In: „Was der General-Baß sey?“. Beiträge zu Theorie und Praxis II. (= Basler Jahrbuch für Historische Musikpraxis. 19). Amadeus, Winterthur 1995, ISBN 3-905049-71-6.
- mit Jörg-Andreas Bötticher Generalbaß. In: Ludwig Finscher (Hrsg.): Die Musik in Geschichte und Gegenwart. 2. Auflage. Band 3, Bärenreiter, Kassel 1995.
- „Del Modo di Guidare colla Battuta e senza“. Francesco Maria Veracini über das Dirigieren. In: Direktion und Dirigieren. (= Basler Jahrbuch für Historische Musikpraxis. 24). Amadeus, Winterthur 2000, ISBN 3-905049-88-0.
- Was uns kein Notentext hätte erzählen können. Zur musikalischen Bedeutung und Aussagekraft historischer Tondokumente. In: Claudio Bacciagaluppi, Roman Brotbeck, Anselm Gerhard (Hrsg.): Zwischen schöpferischer Individualität und künstlerischer Selbstverleugnung. Zur musikalischen Aufführungspraxis im 19. Jahrhundert. Edition Argus, Schliengen 2009, ISBN 978-3-931264-82-6.

## Diskografie
- Luigi Boccherini: Sonate a violoncello solo e basso. 2CDs. Pan Classics, PC 10260, auch als mp3, mit Gaetano Nasillo et al.
- Francesco Antonio Bonporti: Invenzioni a violino solo. 2CDs. Harmonia Mundi, HMC 905237.38, mit Chiara Banchini und Gaetano Nasillo. – Preis der Deutschen Schallplattenkritik
- Arcangelo Corelli: Sonate a violino e violone o cimbalo. op. 5. Harmonia Mundi, HMA 1951307, mit Chiara Banchini, Luciano Contini und Kathy Gohl
- Arcangelo Corelli: Concerti Grossi. op. 6. 2CDs. Harmonia Mundi, HMG 501406.07, mit Chiara Banchini und dem Ensemble 415. – Diapason d’or
- Francesco Geminiani: 6 Sonate per violoncello e basso continuo. op. 5. zuerst erschienen bei Symphonie, jetzt Pan Classics, PC 10232, und auch auf itunes und als mp3, mit Gaetano Nasillo und Tobias Bonz
- Johann Mattheson: Der brauchbare Virtuoso. 12 Kammersonaten (1717). 2 CDs. Kontrapunkt, auch als mp3, mit Toke Lund Christiansen. – Aufnahme des Jahres (1980) in Weekendavisen (Dk), Shortlist der 10 besten Aufnahmen des Jahres (1980) in gramophone
- Georg Muffat: Armonico Tributo. Harmonia Mundi, mit Chiara Banchini und dem Ensemble 415. – Diapason d'or
- Antonio Vivaldi: Sonate a tre „La Follia“. Harmonia Mundi, HMG 501366, mit Chiara Banchini und dem Ensemble 415
- Timewave mit Mikkel Nordso, Klaus Nordso und Tine Rehling, Stunt Records